# Родионова, Наталья Валерьевна
Ната́лья Вале́рьевна Родио́нова (род. 1974 год) — российский кинорежиссёр, сценарист и продюсер.

## Биография
Окончила режиссёрский факультет Всероссийского государственного института кинематографии (1999). Призёр зрительского жюри конкурса «ТВ-Шок» (1 место) за фильм «Зимний роман» на Открытом фестивале кино стран СНГ, Латвии, Литвы и Эстонии «Киношок» (2005).

## Фильмография
- 1999 — Кухарка — продюсер, режиссёр, автор сценария
- 1999 — Директория смерти — режиссёр
- 1999 — Не все дома — режиссёр, автор сценария
- 2001 — Серебряная свадьба — режиссёр
- 2002 — Ха! — режиссёр
- 2004 — Зимний роман — соавтор сценария, режиссёр
- 2004 — Тариф на любовь — соавтор сценария, режиссёр
- 2004 — Моя мама — невеста — режиссёр
- 2004 — Невестка — соавтор сценария, режиссёр
- 2006 — Под Большой Медведицей — режиссёр
- 2008 — Своя правда — автор сценария, режиссёр
- 2010 — Вышел ёжик из тумана — соавтор сценария, режиссёр
- 2012 — Загадка для Веры — автор сценария, режиссёр